# Terminologie
Eine Terminologie ist die Menge aller Termini eines Fachgebiets. Sie ist Teil der Fachsprache, die zusätzlich über andere charakteristische Merkmale, etwa Phraseologie oder Grammatik, verfügt.
Terminologien können beispielsweise in einem Wörterbuch, einem Glossar oder einem Thesaurus formuliert sein. Heute wird Terminologie meist digital und mehrsprachig verwaltet, z. B. in terminologischen Datenbanken. Dadurch entsteht ein kontrolliertes Vokabular, das wichtige Grundlage für die Technische Dokumentation und effiziente Übersetzungen ist. Die hierfür notwendigen Regeln zur Bildung einer kontrollierten und konsistenten Terminologie werden in einem sogenannten Terminologieleitfaden hinterlegt.
Eine verbindlich festgelegte Terminologie eines Fachgebiets wird als Nomenklatur bezeichnet (z. B. Nomenklatur in der Biologie oder Nomenklatur in der Chemie).

## Normen
Die DIN 2342 legt Grundbegriffe für Terminologielehre und Terminologiearbeit fest, sie enthält quasi die Terminologie der Terminologielehre. DIN 2336 definiert, wie Terminologie in Wörterbüchern und terminologischen Datenbanken erfasst wird.
Verschiedene DIN-Normen legen die Terminologien verschiedener Fachbereiche fest, z. B. DIN 199 für Technische Dokumentation, DIN 13902 für Zahnheilkunde oder DIN EN ISO 9999 für Rehabilitationstechnik.

## Auswahl einiger Terminologien
Bekannte Terminologien sind etwa
- personenbezogene Terminologien wie
  - die Terminologie Martin Heideggers (siehe dazu: Terminologie Heideggers)
- die Verwandtschaftsterminologie
- das freie Projekt TermTerm zur Terminologie der Terminologie
- fachsprachliche Terminologien wie die
  - Rechtsterminologie
  - Medizinische Terminologie
  - Anatomische Terminologie bzw. Nomenklatur
  - Pharmazeutische Terminologie
  - Philosophische Terminologie
  - Küchensprache